# Луцій Цецилій Метелл Дентер
Лу́цій Цеци́лій Мете́лл Денте́р (IV—III століття до н. е.) — політичний, державний та військовий діяч Римської республіки, консул 284 року до н. е.

## Життєпис
Походив з роду нобілів Цециліїв. Син Гая Цецилія. Луцій Цецилій став першим у своєму роду, хто став носити когномен «Метелл».
У 284 році до н. е. його обрано консулом разом з Гаєм Сервілієм Туккою. Вони очолювали римське військо у війні проти галльського племені сенонів на чолі із їх вождем Бритомаром. У цьому році відбулася битва при Ареціумі (сучасне Ареццо), в якій римляни зазнали поразки. За одними повідомленнями Дентер загинув у битві або був страчений після неї. Після цього було обрано консулом-суффектом Манія Курія Дентата, що відбувалось за часів Римської республіки тільки через смерть консула того року. 
За іншими, вкрай сумнівними, відомостями Цецилій був поранений, вижив й у 283 році до н. е. став претором. У цьому ж році або трохи пізніше він помер. 

## Родина
Діти:
- Луцій Цецилій Метелл, великий понтифік з 243 до 221 року до н. е.